# Tickle Me Pink
Tickle Me Pink was een Amerikaanse rockband uit Fort Collins, Colorado, onder contract bij Wind-Up Records. De band bestond uit Sean Kennedy (zang, basgitaar), Stefan Runstrom (drums), Joey Barba (gitaar) en Steven Beck (gitaar, zang). 

## Bezetting
Leden
- Sean Kennedy[2] (leadzang, basgitaar)
- Stefan Runstrom[3] (drums)
- Steven Beck (gitaar, zang)
- Joey Barba (gitaar, basgitaar)

Voormalige leden
- Johnny Schou[4] † (basgitaar)

## Geschiedenis
Na het onafhankelijk uitbrengen van hun eerste twee ep's If Only We Were Twenty One and Up (2005) en Half Seas Over (2006), bracht de band op 1 juli 2008 hun eerste album Madeline uit. De publicatie van het album viel samen met de dood van basgitarist Johnny Schou, naar verluidt als gevolg van een overdosis heroïne. Schou werd vervangen door Joey Barba, een oude vriend van de band.
Tickle Me Pink speelde officieel hun laatste show samen op 5 maart 2011. De band liet de volgende dag een Twitter-bericht achter voor hun fans: Vaarwel allemaal. We houden van je en zullen je nooit vergeten.-TMP. Kennedy stelde toen de nieuwe band Talisker Skye samen, en zowel Beck als Runstrom speelden in de Wiredogs. De band kondigde twee reünieshows aan in augustus 2016, één op de jaarlijkse Bohemian Nights van Fort Collins op NewWestFest.
De video voor de eerste single Typical ging in première op MTV2 Unleashed op 4 augustus 2008. De video werd geregisseerd door Christopher Sims. Het nummer is populair geworden in Colorado door veel airplay op 93.3 KTCL. De band opende voor Hawthorne Heights tijdens hun headliner tournee in 2008. De leden van Hawthorne Heights beweren dat ze Tickle Me Pink hebben gevraagd om deel te nemen aan de tournee, deels vanwege een gevoel van gedeeld verlies, omdat ze vorig jaar het bandlid Casey Calvert hadden verloren. Hun nummer The Time Is Wrong wordt gebruikt als downloadbare content voor Rock Band 2, die ook compatibel is met zijn voorganger Rock Band.

## Discografie
- 2005: If Only We Were Twenty One and Up (GDR Records, ep)
- 2006: Half Seas Over (GDR Records, ep)
- 2008: Madeline (Wind-up Records)
- 2010: On Your Way Down (Independent, ep)